# Avitta ceromacra
Avitta ceromacra är en fjärilsart som beskrevs av Emilio Berio 1956. Avitta ceromacra ingår i släktet Avitta och familjen nattflyn. Inga underarter finns listade i Catalogue of Life.